# Figura Lichtenberga

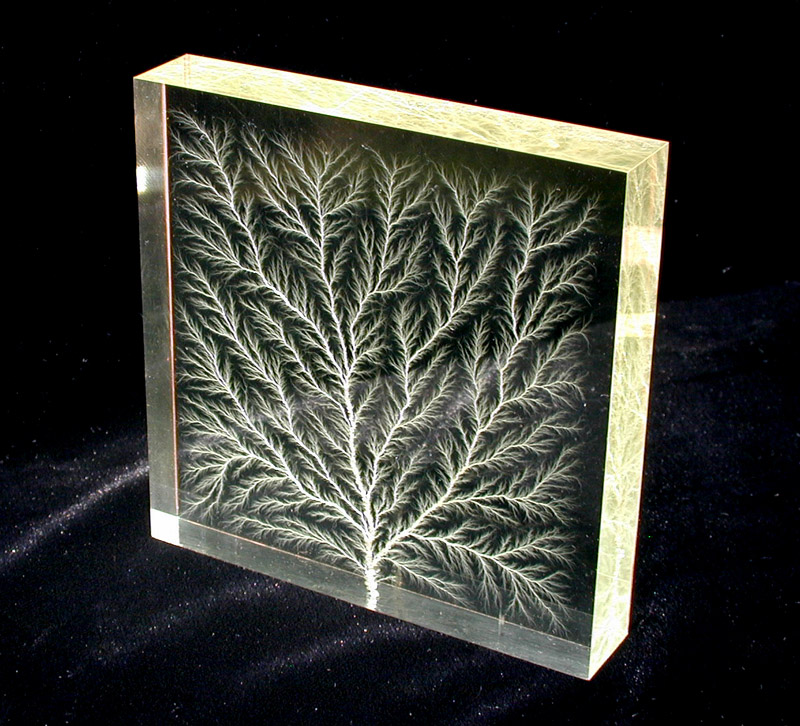
Wzór w bloku pleksiglasu

Figura Lichtenberga – wzory w formie rozgałęzionego drzewa, które mogą powstawać w czasie przepływu prądu, przy przyłożonym wysokim napięciu, przez dielektryk. Nazwa pochodzi od Georga Christopha Lichtenberga, który zaobserwował jak podczas wyładowania elektrycznego na powierzchni materiału nieprzewodzącego prądu cząsteczki tuszu układają się w kształt błyskawicy.
W przypadku wystąpienia na skórze osób poparzonych wzory są sinoczerwone lub brunatne.